# Lamat

Glífo de códice que caracteriza al lamat

El lamat (Ek' en maya clásico reconstruido), también llamado liebre o conejo, es el octavo día del Tzolkin.  Se asocia al planeta Venus, la deidad Lahun Chan, el color amarillo y al «rumbo del sur». También los mayas asociaban este día a la «semilla que brinda la vida». Durante cada día ocho los mayas agradecían a la naturaleza, mediante oraciones, por las prestaciones dadas para lograr sus cosechas.